# Беллотто в Льерне Озеро Комо
Беллотто в Льерне (итал. Il Bellotto a Lierna) — картина, написанная маслом на холсте (61 × 81 см) итальянским художником Карло Цокки в 1954 году, подписана в правом нижнем углу: «C. Zocchi». Работа принадлежит Коллекции произведений искусства Фонда Карипло и в настоящее время входит в собрание Музей Галереи Италии - Милан.

## Описание
Картина Карло Цокки, который пять раз участвовал в Венецианской биеннале, изображает типичный вид на Озеро Комо с Льерна, древнего поселения, где жил Плиний Младший.

## Выставки
- 1954, Искусство в Льерне, Озеро Комо, Муниципальный дворец Льерны.
- 1954, Дезио, II-я Фигурная выставка современной живописи "Città di Desio".

## Внешние ссылки
- Галереи Италии - Милан
- Фонд Карипло